# Schweizer Monat
Schweizer Monat. Die Autorenzeitschrift für Politik, Wirtschaft und Kultur („Szwajcarski miesiąc, magazyn polityki, gospodarki i kultury”) – szwajcarski miesięcznik o profilu klasycznie liberalnym z siedzibą w Zurychu. Dawniej nazywał się Schweizer Monatshefte. Założony w 1921 roku i wznowiony w 2011 roku, obecnie jest redagowany przez Ronniego Groba.

## Redakcja
Wydawcą i redaktorem naczelnym był filozof René Scheu do końca 2015 r., w styczniu 2016 r. zarząd wydawnictwa przejął tymczasowo historyk Florian Rittmeyer. W sierpniu 2016 r. kierownictwo wydawnictwa objął Andy Fischer, ale ponownie opuścił je w maju 2017 r. Od września 2016 r. do lipca 2019 r. redakcją kierował literaturoznawca Michael Wiederstein. W sierpniu 2019 r. dziennikarz Ronnie Grob przejął funkcję redaktora naczelnego.
Kolumniści magazynu to m.in. dziennikarz Gottlieb F. Höpli, pisarz Felix Philipp Ingold, historyk sztuki Christian Saehrendt, socjolog Wolfgang Sofsky, teoretyk zarządzania Reinhard K. Sprenger, modelka Xenia Tchoumitcheva oraz, od marca 2014 roku, publicystka Cora Stephan. W 2016 roku prawniczka i dziennikarka Nadine Jürgensen, ekonomistka i dziennikarka Karen Horn oraz Christian P. Hoffmann, profesor zarządzania i komunikacji, pisali kolumny dla magazynu. Każde wydanie zawiera również kreskówkę duetu „Stoifberg/Baeriswyl”.

## Profil
Zgodnie z własnym opisem miesięcznik reprezentuje „klasyczne wartości liberalne, takie jak osobista odpowiedzialność, wolność wyboru i wolność wyrażania opinii, federalizm i demokracja bezpośrednia”. Magazyn koncentruje się „na dyskursie krytycznym, odważnych autorach, wyrazistych opiniach i dojrzałych czytelnikach o liberalnym profilu i pasji do intelektualnej debaty”. Neue Zürcher Zeitung (NZZ) określił ten miesięcznik jako „instytucja” odzwierciedlająca „liberalny punkt widzenia na życie polityczne, gospodarcze i kulturalne Szwajcarii, ale także Europy i reszty świata”, gdzie przez „liberalny” rozumie się filozofię ordoliberalizmu.

### Autorzy, współpracownicy i goście wywiadów
Wśród byłych i obecnych współpracowników i autorów miesięcznika są m.in.:
- Laureaci Nagrody Nobla, tacy jak Friedrich August von Hayek, James M. Buchanan, Gary Becker, Vernon Smith, Mario Vargas Llosa i Muhammad Yunu.
- Pisarze, tacy jak Hermann Hesse, Hugo Loetscher, Hermann Burger, Adolf Muschg, Peter von Matt(inne języki), Hans Magnus Enzensberger, Adam Johnson, Christian Kracht, Klaus Modick, Peter Stamm, Jonas Lüscher(inne języki) i Thomas Hürlimann.
- Naukowcy i intelektualiści, tacy jak Karl Popper, Wilhelm Röpke, Theodor W. Adorno, Ralf Dahrendorf, Steven Pinker, Michael Graziano, Deirdre McCloskey, Niall Ferguson, Sherry Turkle, Boris Groys, Nassim Nicholas Taleb, Herfried Münkler, Ulrich Beck i Peter Sloterdijk.

Każdy numer zawiera wywiady z:
- przedsiębiorcami, jak np. Daniel Borel, Thomas Schmidheiny i Rolf Soiron.
- politykami, jak np. Pascal Couchepin, Adrienne Clarkson, Gerhard Schröder i Cédric Wermuth.
- ekonomistami, jak np. Michael Porter, Parag Khanna i Deirdre McCloskey.
- intelektualistami, jak np. Philipp Sarasin, Norbert Bolz, Rolf Dobelli, Matt Ridley i Anthony de Jasay.
- naukowcami, jak np. Didier Sornette i Gerd Folkers.

### Literarischer Monat
W maju 2011 roku magazyn uruchomił swój dodatek literacki pt. „Literarischer Monat” (Miesiąc Literacki). Od tego czasu czasopismo literackie jest dołączane do Schweizer Monat co dwa miesiące, ale od marca 2013 roku jest również dostępne jako niezależna prenumerata. Literarischer Monat kontynuuje tradycję literacką czasopisma i jest poświęcony współczesnej szwajcarskiej twórczości literackiej. Każdy numer ma swój własny tematyczny punkt ciężkości z esejami na temat zjawiska lub osoby w szwajcarskim życiu literackim. Pisarze z kraju mają swój głos w tekstach i wywiadach, a aktualne opowiadania, eseje literackie i recenzje nowych publikacji są publikowane w formie krótkich artykułów. W dodatku swoje prace opublikowali m.in. autorzy Melinda Nadj Abonji, Arno Camenisch, Eveline Hasler, Vea Kaiser, Christian Kracht, Thomas Meyer, Adolf Muschg, Giovanni Orelli, Ilma Rakusa, Peter Stamm i Jonas Lüscher.

### Sztuka
W latach 2003–2011 w każdym numerze przedstawiany był artysta wizualny z około ośmiostronicowymi ilustracjami jego prac oraz esej autorstwa Suzann-Viola Renninger o tym artyście i jego pracach. Przedstawiano dotychczas m.in. takich artystów, jak Jim Avignon, Hans Danuser, Thomas Huber, Roman Signer, Annelies Štrba i Beat Zoderer. Od 2011 roku Johannes M. Hedinger jest szefem działu „Czym zajmuje się sztuka?”, w ramach którego przeprowadzał wywiady z takimi artystami jak The Yes Men, Hansruedi Giger, Gerda Steiner & Jörg Lenzlinger, Bazon Brock, Ingeborg Lüscher, Hans Ulrich Obrist, Beat Wyss, Heike Munder i Jens Badura.

## Historia czasopisma
Czasopismo zostało założone w 1921 r. pod tytułem „Schweizerische Monatshefte für Politik und Kultur” (Szwajcarskie biuletyny miesięczne o polityce i kulturze), które reprezentowały linię zdecydowanie przyjazną Niemcom. Od 1931 roku tytuł pisma brzmiał: „Schweizer Monatshefte”, a w 1952 roku podtytuł zmieniono na „Zeitschrift für Politik, Wirtschaft und Kultur” (Pismo o polityce, gospodarce i kulturze). Większość jej założycieli pochodziła z Volksbund für die Unabhängigkeit der Schweiz (Narodowy związek na rzecz niezależności Szwajcarii) oraz Deutschschweizerischer Sprachverein (Szwajcarsko-niemieckie stowarzyszenie językowe), które opowiadała się za narodową i kulturalną niezależnością Szwajcarii, jednak będącą w ścisłym związku z niemieckim obszarem kulturowym. Hans Oehler, który był redaktorem „Schweizer Monatshefte” od czasu ich założenia, sympatyzował z nacjonalistycznym Nowym Frontem, co doprowadziło do jego odwołania w marcu 1934 r. Następcą Oehlera był Fritz Rieter, który był jednym z pierwszych sygnatariuszy „Eingabe der Zweihundert” (List 200-stu) w 1940 r. Od 1941 r. związki z Niemcami pisma stały się coraz rzadsze.
Przez lata po drugiej wojnie światowej Rieter pokrywał deficyt miesięcznika prywatnymi środkami swojej rodziny. W 1966 r. założył fundację Stiftung Schweizer Monatshefte, aby zapewnić środki na publikację czasopisma. W ramach nowego zespołu redakcyjnego, w skład którego weszli prawnik Dietrich Schindler, teoretyk literacki Hans-Jost Frey, krytyk literacki Daniel Bodmer oraz politolog Daniel Frei, czasopismo starało się budować sieć powiązań libralno-prawicowych, obejmujących NZZ, Stowarzyszenie Mont Pelerin, economiesuisse, Institut für Auslandforschung oraz Graduate Institute of International and Development Studies. Redaktorzy NZZ regularnie publikowali w miesięczniku, m.in. Carlo Mötteli i Ernst Bieri, później także Fred Luchsinger, Willy Linder oraz Richard Reich. Ordoliberalizm został zyskał szerszą popularność w latach sześćdziesiątych, siedemdziesiątych i osiemdziesiątych. Francois Bondy i Anton Krättli ukształtowali kurs redakcji, który był kosmopolityczny i skupiał się kulturze. Czasopismo oferowało wielu międzynarodowym autorom z liberalnego spektrum możliwość publikowania artykułów w niemieckojęzycznym świecie. Karl Popper, Ludwig von Mises, Wilhelm Röpke i Friedrich August von Hayek w Szwajcarii publikowali wyłącznie w Schweizer Monatshefte, ale także Theodor Adorno, Arnold Gehlen i Herbert Lüthy, również członkowie zarządu Schweizer Monatshefte byli przedstawiani w licznych esejach. Miesięcznik stanowił również platformę dla takich pisarzy jak Hermann Hesse, Max Frisch, Emil Staiger, Hermann Burger, Hugo Loetscher i Adolf Muschg. W latach 90. dwaj redaktorzy Robert Nef i Michael Wirth kontynuowali liberalną tradycję czasopisma; także po 2007 roku pod kierownictwem nowych redaktorów naczelnych René Scheu i Suzann-Viola Renninger kontynuowali liberalną linię. Od 2011 r. do końca 2015 r. René Scheu był jedynym redaktorem naczelnym.
Od marca 2011 roku były Schweizer Monatshefte nosi nowy tytuł Schweizer Monat. René Scheu, ówczesny redaktor naczelny, określił nowy magazyn w pierwszym artykule redakcyjnym jako „obiektywny, liberalny, chcący debaty”.

## Recepcja
W okresie powojennym Schweizer Monatshefte odegrały ważną rolę w krajobrazie magazynów europejskich. W latach 70. i 80. jego rola zaczęła maleć. Po przełomie wieków wydawcy podjęli starania o wznowienie działalności czasopisma. Nakład stale rósł: od 4500 egzemplarzy we wrześniu 2011 r., do 5500 w 2013 r. i 6500 egzemplarzy w 2016 r.
Heribert Seifert skomentował w 2008 roku w NZZ, że Schweizer Monat mówi „spokojnym głosem” w porównaniu z innymi czasopismami społeczno-politycznymi i że jest to czasopismo „godnie przemyślane”.
Miesięcznik był i jest również obecnie czytany w Niemczech i Austrii. Thomas Steinfeld określił czasopismo w felietonie w Süddeutsche Zeitung z dnia 31 lipca i 1 sierpnia 2010 r. jako „centralny organ określający polityczny obraz samej siebie w tym kraju [Szwajcarii]”.
Berneński dziennik Die Bund wychwalał „szlachetny i godny wygląd”, „celebrytów, którymi czasopismo się ozdabia” i nazywał je publikacją „poza głównym nurtem socjaldemokratycznym”.